# Noortje
Noortje ist ein weiblicher Vorname.

## Herkunft und Bedeutung
Er ist die niederländische Verkleinerungsform von Eleonora, siehe Eleonore. Weitere Varianten sind Ellen, Noor, Nora.

## Bekannte Namensträgerinnen
- Noortje Herlaar (* 1985), niederländische Schauspielerin und Sängerin